# Pachycara bulbiceps
Pachycara bulbiceps är en fiskart som först beskrevs av Garman, 1899.  Pachycara bulbiceps ingår i släktet Pachycara och familjen tånglakefiskar. Inga underarter finns listade i Catalogue of Life.